# Schistostege marginata
Schistostege marginata är en fjärilsart som beskrevs av Otto Staudinger 1915. Schistostege marginata ingår i släktet Schistostege och familjen mätare. Inga underarter finns listade.